# Escudo Libio 1
El Escudo Libio 1 (1 درع ليبيا en árabe) fue un grupo armado islamista en Bengasi y el este de Libia . Es nominalmente parte de la Fuerza de Escudo de Libia y es miembro del Consejo Shura de Revolucionarios de Bengasi, una organización paraguas de varias organizaciones yihadistas durante la ofensiva sobre Bengasi por parte del Ejército Nacional Libio.

## Historia
El Ministerio de Defensa de Libia, en virtud de la decisión No. 29, formó y nombró las Fuerzas Escudo de Libia el 3 de agosto de 2012. La Decisión No. 29 establece: "Se formará una brigada en la Región Central de Libia y se llamará Escudo de Libia - Las fuerzas de la Brigada Central estarán compuestas, en general, por rebeldes de las siguientes regiones, Misrata, Sirte, Jafra, Bani Walid, Tarhuna, Alkhmuss, Mslath y Zliten. El coronel Mohammed Ibrahim Moussa será el comandante de la brigada y estará estacionado en Misrata". Esta decisión fue firmada por el ministro de Defensa de Libia, Osama Abdulsalam Aljuli, con el nombre de Fuerzas de Escudo de Libia.
En 2014, el Escudo Libio 1 se unió al Consejo Shura de Revolucionarios de Benghazi, esto en junio de 2014, en respuesta tanto a la Operación Dignidad, una ofensiva antiislamista dirigida por Khalifa Haftar, como a la derrota de los candidatos islamistas en las elecciones del Consejo de Diputados de 2014. Temerosas de ser atomizados y derrotados, varias brigadas islamistas se unieron bajo un mismo paraguas. La consolidación y reestructuración permitió a las brigadas islamistas limitar el éxito de la Operación Dignidad de Haftar, antes de permitir que los grupos islamistas hicieran retroceder a las fuerzas aliadas de Haftar, superadas en número. La organización fue fundada por el prominente comandante yihadista Wisam Bin-Hamid, quien ha luchado junto al ahora fallecido comandante del grupo Ansar al-Sharia de línea dura vinculado a al-Qaeda, Muhammad al-Zahawi. El 18 de septiembre de 2013, un grupo se sujetos armados con lanzacohetes RPG-7, atacaron la casa del líder islamista Wisam Bin-Hamid, esto en la ciudad de Benghazi, ocasionando únicamente daños materiales.
El 7 de enero del 2017, el Ejército Nacional Libio confirmó la muerte de Wisam Bin-Hamid y otros 13 militantes (mediante un militante que había sido arrestado), esto por un bombardeo realizado por las fueras de seguridad durante el mes de diciembre. Antes de la muerte de Bin-Hamid, el ejército había confirmado que el Escudo Libio 1 había sufrido graves perdidas durante el año.

## Organización
La Fuerza Escudo de Libia se divide nominalmente en tres brigadas principales en el este, centro y oeste de Libia para llevar a cabo tareas de orden público y combate. El Escudo Libio no.1 era parte de la región oriental de la fuerza.
En las redes sociales, las reacciones al grupo son favorables en toda Libia en comparación con otras milicias, particularmente por su trabajo caritativo, así como su supuesto compromiso con los civiles afectados por los enfrentamientos.
Otra unidad de Benghazi, Shield 2, se considera más comprensiva con los federalistas. La fuerza informa al ministerio de defensa libio bajo el mando de Wisam Bin Ahmid (o Humid), quien comandó una brigada de Bengasi llamada Mártires de Libia Libre.